# Harrejaure (Gällivare socken, Lappland, 748982-166511)
Harrejaure är en sjö i Gällivare kommun i Lappland och ingår i Luleälvens huvudavrinningsområde. Sjön har en area på 0,235 kvadratkilometer och ligger 540,1 meter över havet. Harrejaure ligger i Sjaunja Natura 2000-område.

## Delavrinningsområde
Harrejaure ingår i det delavrinningsområde (749133-166565) som SMHI kallar för Mynnar i 748868-166666. Medelhöjden är 614 meter över havet och ytan är 18,13 kvadratkilometer. Det finns inga avrinningsområden uppströms utan avrinningsområdet är högsta punkten. Vattendraget som avvattnar avrinningsområdet har biflödesordning 4, vilket innebär att vattnet flödar genom totalt 4 vattendrag innan det når havet efter 301 kilometer. Avrinningsområdet består mestadels av skog (41 procent) och kalfjäll (51 procent). Avrinningsområdet har 0,23 kvadratkilometer vattenytor vilket ger det en sjöprocent på 1,3 procent.